# Station Limoux-Flassian
Station Limoux-Flassian is een spoorwegstation in de Franse gemeente Limoux. Het is een halte, in gebruik genomen in 1986 en bediend door treinen van de TER Occitanie tussen Limoux en Carcassonne.